# Bahnhof Rumoi
Der Bahnhof Rumoi (jap. 留萌駅, Rumoi-eki) ist ein ehemaliger Bahnhof auf der japanischen Insel Hokkaidō. Er befindet sich in der Unterpräfektur Rumoi auf dem Gebiet der Stadt Rumoi.

## Anlage

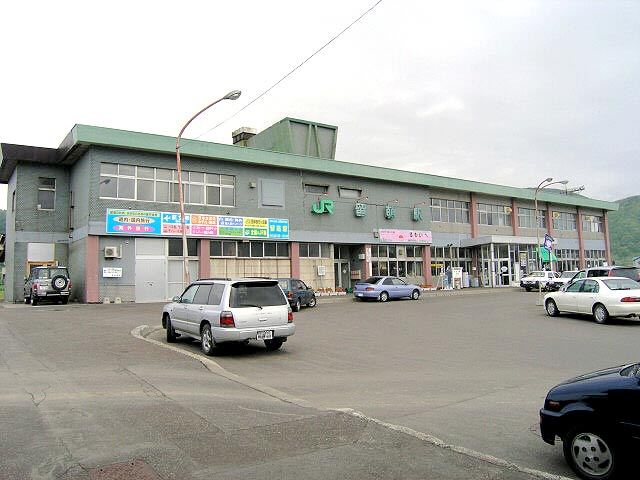
Bahnhofsgebäude (Juni 2004)

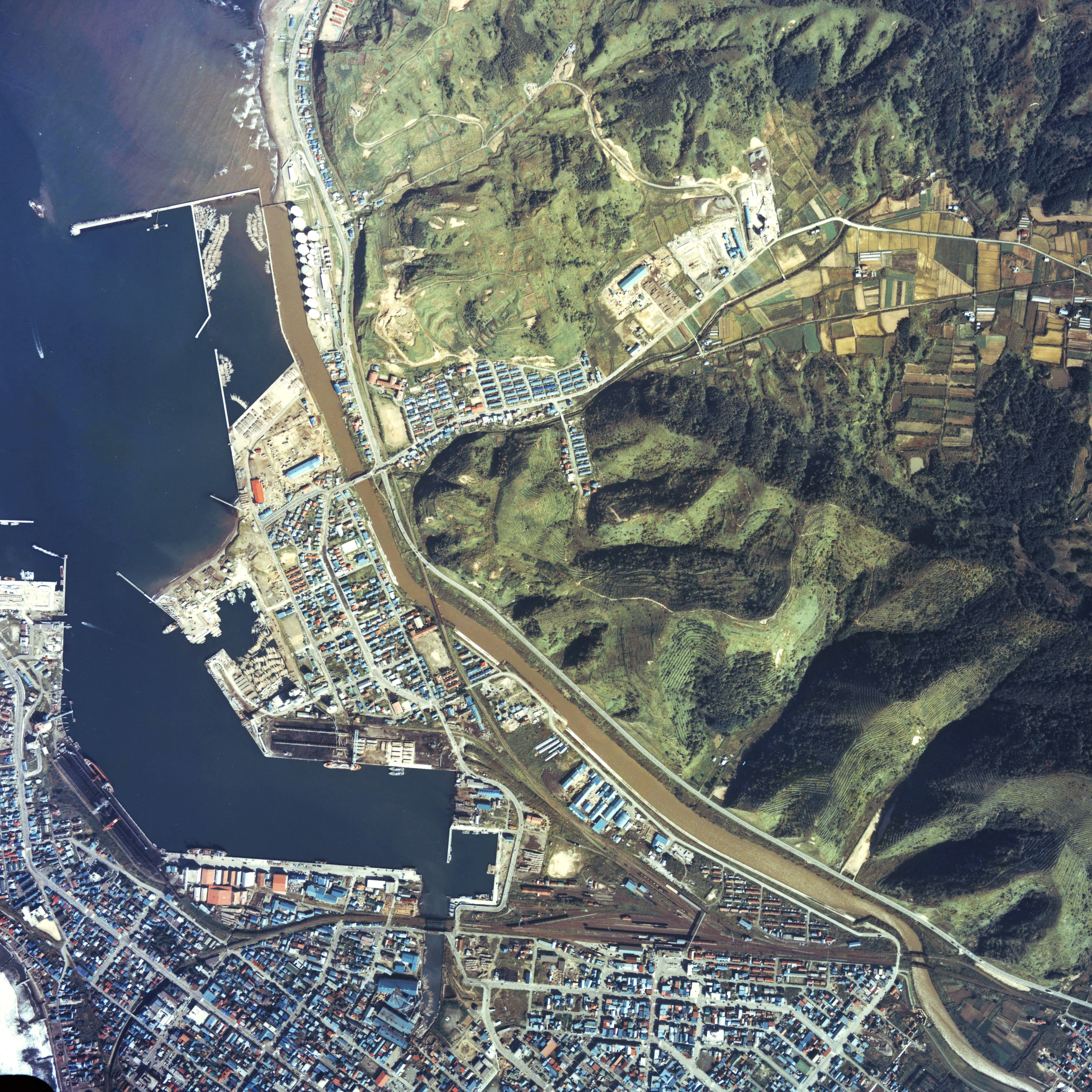
Luftansicht (1977)

Rumoi war ein Trennungsbahnhof an der Rumoi-Hauptlinie. Die von Osten nach Westen ausgerichtete Anlage liegt in der Nähe des Hafenbeckens und verfügte über drei Gleise, von denen zwei dem Personenverkehr dienten. Diese lagen am Hausbahnsteig und an einem Seitenbahnsteig, der durch eine gedeckte Fußgängerüberführung mit dem Empfangsgebäude an der Südseite der Anlage verbunden war. Nördlich davon lag ein Güterbahnhof; die Gleise sowie Betriebsgebäude und eine Drehscheibe sind entfernt werden. Die Fußgängerüberführung querte früher den hinteren Teil des Güterbahnhofs und reichte bis zum Bahnsteig der 1987 eingestellten Haboro-Linie, dessen Gleis knapp östlich der Anlage abzweigte.

## Geschichte
Das Eisenbahnamt (das spätere Eisenbahnministerium) eröffnete am 23. November 1910 das Teilstück zwischen Fukagawa und Rumoi. Der Bahnhof war fast elf Jahre lang Endstation, bis zur Inbetriebnahme der Verlängerung nach Mashike am 5. November 1921. Das erste Teilstück der Haboro-Linie nach Ōtodo wurde am 25. Oktober 1927 eröffnet. Jedoch verlief die Strecke in den ersten Jahren rund 200 Meter vom Bahnhof entfernt dem Ufer des Flusses Rumoi-gawa entlang; die Anbindung an die Rumoi-Hauptlinie erfolgte bei einer Ausweiche 1,4 km weiter östlich.
1941 übernahm der Staat drei kurze Anschlussbahnen im Hafenbereich, die elf Jahre zuvor von der privaten Gesellschaft Rumoi Tetsudō gebaut worden waren. Am 9. Dezember 1941 erhielt die Haboro-Linie eine neue Streckenführung, was die direkte Anbindung an den Bahnhof Rumoi ermöglichte. Neun Tage später eröffnete die Teshio Tankō Tetsudō eine 25,4 km lange Zweigstrecke. Sie führte von Rumoi zu mehreren Kohlebergwerken nördlich der Stadt und war bis zum 31. Juli 1967 in Betrieb. Die Japanische Staatsbahn legte am 30. März 1987 die Haboro-Linie auf ihrer gesamten Länge still. Zwei Tage später ging der Bahnhof im Rahmen der Staatsbahnprivatisierung in den Besitz der neuen Gesellschaft JR Hokkaido über. Am 31. März 1999 schloss JR Freight den Güterbahnhof.
Der Streckenabschnitt zwischen Rumoi und Mashike wurde am 5. Dezember 2016 stillgelegt. Am 31. März 2023 folgte die Stilllegung des Abschnitts zwischen Ishikari-Numata und Rumoi.